# Календар манифестација у општини Прокупље
Календар манифестација у општини Прокупље
У Прокупљу се сваке године традиционално организују културно-историјске манифестације које својим садржајем и програмом подсећају грађане и посетиоце на значајне датуме или личности наше прошлости. Организатори су град Прокупље и културно-образовне установе из града.
| Манифестације на територији општине Прокупље |                                                              |                                  |
| назив манифестације                          | место                                                        | време одржавања                  |
| Погачијада                                   | Средња пољопривредна школа „Радош Јовановић Сеља“ у Прокупљу | први радни петак у мају месецу   |
| Топлички сабор вишњара - Дани вишње          | Велика Плана код Прокупља                                    | крај јуна, почетак јула          |
| Ивањданска ликовна колонија                  | Манастир Светог Георгија у Ајдановцу                         | од 3. до 7. јула                 |
| Сусрети младих песника Србије                | Дом културе Прокупље                                         | средина јула                     |
| Градска слава - Дани Светог Прокопија        | Прокупље                                                     | 20. и 21. јул                    |
| Ликовна колонија Божа Илић                   | Прокупље, Бели Камен                                         | јул или август                   |
| Драинчеви књижевни сусрети                   | Прокупље                                                     | крај августа и почетак септембра |
| ФЕДЕС - Фестивал дечјег стваралаштва         | Топлички округ                                               | октобар - новембар               |
| Лектирићи ex yu фест                         | Народна библиотека „Раде Драинац“ Прокупље                   | октобар - децембар               |